# Сайяф, Абдул Расул
Устад Абдул Раби Расул Сайяф (пушту عبدالرب رسول سياف‎; род. 1946, долина Пагман, Королевство Афганистан) — афганский политик-исламист. Полевой командир.

## Биография
Во время гражданской войны в Афганистане в 1980-е гг. возглавлял фракцию моджахедов, известную как «Исламский союз освобождения Афганистана», получал поддержку из источников в арабских странах, мобилизовал арабских добровольцев. С 1989 по 1992 г. премьер-министр Афганистана в изгнании. В 2005 г. Исламский союз был реорганизован в партию «Исламская организация Афганистана „Дават“». Входил в Северный альянс, несмотря на тесные связи с силами, противостоявшими альянсу. Обвиняется[кем?] в том, что содействовал проникновению наёмных убийц, уничтоживших лидера Северного альянса Масуда.
В период 2001—2021 годов был депутатом законодательного собрания Афганистана, призывал к амнистии моджахедов. На Президентских выборах 2014 года баллотировался в качестве кандидата от Исламской даватской организации, набрал 7 % голосов и занял 4 место. После падения Кабула в результате наступления «Талибана» эмигрировал в Индию.